# Jazzmatazz, Vol. 3: Streetsoul
Albums de Guru
Jazzmatazz, Vol. 2: The New Reality
(1995) Baldhead Slick & da Click
(2001)
Singles
1. Lift Your Fist
Sortie : 2000
2. Keep Your Worries
Sortie : 2000

Jazzmatazz, Vol. 3: Streetsoul est le troisième album studio du rappeur Guru, sorti le 26 septembre 2000.
Ce troisième volet de la série Jazzmatazz sonne moins jazz que les précédents, mais plus soul ou R'n'B, selon les invités. Il s'est classé 8e au Top R&B/Hip-Hop Albums et 32e au Billboard 200.

## Liste des titres
| No  | Titre                                                             | Contient un (des) sample(s) de                                                          | Durée |
| --- | ----------------------------------------------------------------- | --------------------------------------------------------------------------------------- | ----- |
| 1.  | Intro                                                             |                                                                                         | 1:05  |
| 2.  | Keep Your Worries (featuring Angie Stone)                         |                                                                                         | 4:58  |
| 3.  | Hustlin' Daze (featuring Donell Jones)                            | Here I Am des Blue Notes It's Not a Game d'American Cream Team featuring Raekwon et RZA | 4:46  |
| 4.  | All I Said (featuring Macy Gray et Pharrell Williams)             |                                                                                         | 4:07  |
| 5.  | Certified (featuring Bilal et Jay Dee)                            | Sugar Me/ Standing in the Road de Klaus Wunderlich                                      | 4:40  |
| 6.  | Plenty (featuring Erykah Badu)                                    |                                                                                         | 4:38  |
| 7.  | Lift Your Fist (featuring The Roots)                              |                                                                                         | 3:48  |
| 8.  | Guidance (featuring Amel Larrieux)                                | Keep Your Head to the Sky d'Earth, Wind & Fire                                          | 4:06  |
| 9.  | Interlude (Brooklyn Skit)                                         |                                                                                         | 0:51  |
| 10. | Supa Love (featuring Kelis)                                       |                                                                                         | 3:52  |
| 11. | No More (featuring Craig David)                                   |                                                                                         | 4:03  |
| 12. | Where's My Ladies? (featuring Big Shug)                           | Whatcha See Is Whatcha Get des Dramatics                                                | 4:07  |
| 13. | Night Vision (featuring Isaac Hayes)                              | Walk From Regio's d'Isaac Hayes                                                         | 3:33  |
| 14. | Who's There? (featuring Les Nubians)                              | Love Without Sex de Gwen McCrae                                                         | 4:05  |
| 15. | Mashin' up da World (featuring Prodigal Sunn (en) et Junior Reid) |                                                                                         | 5:20  |
| 16. | Timeless (featuring Herbie Hancock)                               |                                                                                         | 4:14  |

| 17. | I Wonder Why (featuring Bobbi Humphrey et Melody Davis) | 4:23 |